# Roland Emmerich
Roland Emmerich (ur. 10 listopada 1955 w Stuttgarcie) – niemiecki reżyser, producent filmowy i scenarzysta, znany ze swoich filmów katastroficznych. Jego filmy, z których większość to anglojęzyczne produkcje hollywoodzkie, zarobiły ponad 3 miliardy dolarów na całym świecie, w tym nieco ponad miliard dolarów w Stanach Zjednoczonych, co czyni go 11. najlepiej zarabiającym reżyserem w kraju. 

## Życiorys
Urodził się w Stuttgarcie, w zachodnich Niemczech jako syn Hansa Emmericha, właściciela firmy produkującej sprzęt ogrodniczy. Wychowywał się w Sindelfingen, gdzie uczęszczał do gimnazjum. Ukończył realizację produkcji w Wyższej Szkole Telewizji i Filmu w Monachium. Pracę w branży filmowej rozpoczął od reżyserii filmu Zasada Arki Noego (Das Arche Noah Prinzip, 1984) z Richym Müllerem w roli głównej, w ramach pracy dyplomowej, który zaprezentowano na otwarciu 34. MFF w Berlinie. Film w przyszłości odniósł duży sukces, był sprzedany do ponad 20 krajów świata. 
W 1985 wspólnie ze swoją siostrą Ute Emmerich założył firmę Centropolis Film Productions (obecnie Centropolis Entertainment), w której rozpoczął realizacje swoich filmów. Pierwszym z nich był Księżyc 44 (1990) z Michaelem Paré, Brianem Thompsonem i Malcolmem McDowellem. Po realizacji debiutanckiego filmu w Hollywood pt. Uniwersalny żołnierz (1992), zrealizował obraz Gwiezdne wrota (1994), który odniósł niespodziewany sukces. Kolejnymi udanymi realizacjami były m.in. Dzień Niepodległości (1996), remake filmu Godzilla (1998), Patriota (2000) i Pojutrze (2004).
Na 55. Berlinale (2005) Emmerich przewodniczył obradom jury konkursu głównego.
Jako aktywny działacz na rzecz społeczności LGBT i ujawniony gej, w 2006 przeznaczył 150 tys. dolarów na Legacy Project – kampanię na rzecz zachowania filmów LGBT. Była to największa darowizna w historii przekazana podczas festiwalów filmów LGBT Outfest.

## Filmografia
| Rok  | Tytuł                                               | Reżyser | Scenarzysta | Producent |
| ---- | --------------------------------------------------- | ------- | ----------- | --------- |
| 1979 | Franzmann                                           | T       | T           |           |
| 1980 | Altosax                                             |         | T           |           |
| 1984 | Arka Noego (Das Arche Noah Prinzip)                 | T       | T           | T         |
| 1985 | Joey                                                | T       | T           |           |
| 1987 | Polowanie na duchy (Hollywood-Monster)              | T       | T           |           |
| 1990 | Księżyc 44 (Moon 44)                                | T       | T           | T         |
| 1991 | Cisza przed burzą (Motel śmierci, Eye of the Storm) |         |             | T         |
| 1992 | Uniwersalny żołnierz (Universal Soldier)            | T       |             |           |
| 1994 | Gwiezdne wrota (Stargate)                           | T       | T           |           |
| 1994 | Podniebna krucjata (The High Crusade)               |         |             | T         |
| 1996 | Dzień Niepodległości (Independence Day)             | T       | T           | T         |
| 1997 | Przybysz (The Visitor, serial telewizyjny)          |         |             | T         |
| 1998 | Godzilla                                            | T       | T           | T         |
| 1998 | Godzilla (Godzilla: The Series, serial animowany)   |         |             | T         |
| 1999 | Trzynaste piętro (The Thirteenth Floor)             |         |             | T         |
| 2000 | Patriota (The Patriot)                              | T       |             | T         |
| 2004 | Pojutrze (The Day After Tomorrow)                   | T       | T           | T         |
| 2002 | Atak pająków (Eight Legged Freaks)                  |         |             | T         |
| 2007 | 10 000 BC: Prehistoryczna legenda                   | T       | T           | T         |
| 2007 | Handel (Trade)                                      |         |             | T         |
| 2009 | 2012                                                | T       | T           | T         |
| 2011 | Hell                                                |         |             | T         |
| 2011 | Anonimus                                            | T       |             | T         |
| 2013 | Świat w płomieniach (White House Down)              | T       |             | T         |
| 2015 | Stonewall                                           | T       |             | T         |
| 2016 | Dzień Niepodległości: Odrodzenie                    | T       | T           | T         |
| 2019 | Midway                                              | T       |             | T         |
| 2022 | Moonfall                                            | T       | T           | T         |